# Rudolf Riedinger
Rudolf Riedinger (* 18. April 1924 in Voletiny; † 28. Dezember 1998 in Würzburg) war ein deutscher Patristiker.

## Leben
Er studierte von 1944 bis 1956 in Prag, Salzburg und München (Promotion 1956 zum Dr. theol.) klassische Philologie, Theologie und Byzantinistik. Er trat 1947 in die Benediktinerabtei Metten ein, die Ordensprofess folgte am 26. April 1948. Am 21. September 1952 empfing er die Priesterweihe in der Abteikirche Metten. Er war Stiftsbibliothekar und verließ später das Kloster. 1962 wurde er in die Sectio historica der Bayerischen Benediktinerakademie aufgenommen. 1966 trat er aus dem Kloster aus.
Seit 1967 war er mit der Edition der Akten der Lateransynode von 649 und des VI. Ökumenischen Konzils (680/81) betraut. 1972 bis zu seinem Ruhestand 1990 war er wissenschaftlicher Mitarbeiter der Kommission für die Herausgabe einer zweiten Serie der „Acta Conciliorum Oecumenicorum“  der Bayerischen Akademie der Wissenschaften.

## Schriften (Auswahl)
- Die Heilige Schrift im Kampf der griechischen Kirche gegen die Astrologie. Von Origines bis Johannes von Damaskos. Studien zur Dogmengeschichte und zur Geschichte der Astrologie. Innsbruck 1956, OCLC 73879242.
- Pseudo-Kaisarios. Überlieferungsgeschichte und Verfasserfrage. München 1989, OCLC 557610121.
- Lateinische Übersetzungen griechischer Häretikertexte des siebenten Jahrhunderts. Wien 1979, ISBN 3-7001-0298-4.
- Die Präsenz- und Subskriptionslisten des VI. Oekumenischen Konzils (680/81) und der Papyrus Vind. G. 3. München 1979, ISBN 3-7696-0080-0.
- als Herausgeber: Concilium Lateranense a. 649 celebratum. Berlin 1984, ISBN 3-11-008235-7.
- Der Codex Vindobonensis 418. Seine Vorlage und seine Schreiber. Dordrecht 1989, OCLC 878867731.
- als Herausgeber: Pseudo-Kaisarios: Die Erotapokriseis. Berlin 1989, ISBN 3-05-000318-9.
- Index verborum Graecorum quae in actis Synodi Lateranensis a. 649 et in actis Concilii Oecumenici Sexti continentur. Berlin 1995, ISBN 3-11-014538-3.
- Kleine Schriften zu den Konzilsakten des 7. Jahrhunderts. Turnhout 1998, ISBN 2-503-50735-2.